# Victoria Francés
Victoria Francés est une artiste peintre née à Valence, en Espagne, le 25 octobre 1982. Elle est diplômée de la Facultad de Bellas Artes de San Carlos de l'Université polytechnique de Valence, Espagne.
Citant volontiers des auteurs tels qu'Edgar Allan Poe, Anne Rice et H. P. Lovecraft, et des illustrateurs tels que Brian Froud et Arthur Rackham dans la liste de ses influences, son travail est fortement inspiré par le fantastique et l'univers gothique. Ainsi, évoluant dans des environnements lugubres, vampires, succubes ou simplement jeunes femmes spectrales vêtues de robes traditionnelles sont le genre de personnages que l'on retrouve souvent dans ses œuvres. A noter également que dans bon nombre de ses oeuvres, surtout les premières, elle se met elle-même en scène ou ses personnages sont très influencés par son propre physique, notamment par son visage et sa longue chevelure rousse.
Victoria Francés a illustré plusieurs livres et plusieurs posters. Son art peut aussi être admiré dans des calendriers édités de 2006 à 2009.

## Biographie
À 14 ans, elle va habiter en Galice, au nord-ouest de l'Espagne.
Lors de voyages à Londres et à Paris, elle découvre la culture gothique, c'est ce qui influera plus tard sur ses dessins et son style.
Elle fit ses études à l'école San Carlos de Valence et commença sa carrière en dessinant des posters et autres cartes postales.
En 2004, Francés publie son premier volume d'illustrations, Favole 1 : Lágrimas de Piedra, puis en 2005, le second, du nom de Favole 2 : Libérame, et enfin, un troisième Favole sortit en 2006.
En 2007, Victoria décide de changer l'orientation de sa carrière artistique avec El Corazon de Arlene, un travail inspiré par le style visuel des Dollfie, où l'auteure mélange rêves, réalité sociale et actualité.
En 2009, le premier volume de Misty Circus est présenté au Salon des comics de Barcelone. C'est une nouvelle collection qui s'annonce pleine de magie et d'ingénuité, avec pour décor le monde décadent des cirques ambulants. A la fin de cette même année sort également Dark Sanctuary, collaboration entre Victoria et le groupe de musique gothique Dark Sanctuary, fusion entre musique et illustration.